# Bouvet-Ladubay
Das Schaumweinhaus Bouvet Ladubay hat seinen Unternehmenssitz in Saint-Hilaire-Saint-Florent im Loiretal bei Saumur in Frankreich. Dort werden unter anderem Crémant de Loire produziert.

## Geschichte
Bouvet Ladubay wurde 1851 von Etienne Bouvet gegründet, der mit Fräulein Ladubay verheiratet war. Nach der Hochzeit kaufte er Kellergewölbe, in denen heute die Schaumweine von Bouvet Ladubay lagern. Bouvet baute neben Produktionsgebäuden auch ein eigenes Stromwerk, Wohnungen und ein eigenes Theater für die Angestellten. Heute wird das Theater für Veranstaltungen, Konzerte und Theateraufführungen genutzt. Das Kunstzentrum „Bouvet Ladubay Art concept“ stellt Werke zeitgenössischer Künstler aus.
Um die Jahrhundertwende war Bouvet Ladubay einer der größten Schaumweinproduzenten weltweit, mit einer Jahresproduktion von sieben Millionen Flaschen. Auch die beiden Schwiegersöhne traten in die Fußstapfen der Eltern, doch nachdem beide im Ersten Weltkrieg starben, übernahmen die Witwen die Geschäftsführung. 1932 übernahm Justin Marcel Monmousseau das Unternehmen, Großvater des heutigen Geschäftsführers Patrice Monmousseau. 1974 wurde das Champagnerhaus Taittinger Besitzer von Bouvet-Ladubay, 2006 erwarb die indische United Breweries Group das Schaumweinhaus. Patrice Monmousseau führte das Haus mit hohem persönlichem Einsatz, unter wechselnden Besitzern, zu seiner heutigen Größe. Nach über 40 Jahren ist das Bouvet Ladubay seit November 2015 wieder in den Händen der Familie Monmousseau, unter der Generaldirektion seiner Tochter Juliette Monmousseau.
Bouvet Ladubay vertreibt seine Weine in mehr als 45 Länder weltweit. Das Unternehmen ist der größte Exporteur von Schaumweinen der Loire allgemein.

## Hauptrebsorten
Die Schaumweine werden im 2007 errichteten Werk nach der Flaschengärmethode produziert. Die Grundlage fast aller Cuvées bilden Chenin Blanc und Chardonnay-Trauben, Cabernet Franc für die Rosés. Ausgebaut werden die Schaumweine teilweise in Barrique und in Edelstahltanks, um anschließend auf der Flasche zu reifen.